# Glauconycteris poensis
Glauconycteris poensis — вид ссавців родини лиликових. 

## Проживання, поведінка
Країна поширення: Бенін, Камерун, Демократична Республіка Конго, Кот-д'Івуар, Екваторіальна Гвінея, Гана, Гвінея, Ліберія, Нігерія, Сенегал, Сьєрра-Леоне, Того. Цей вид пов'язаний з низинними вологими тропічними лісами. Утворює невеликі групи тварин, до восьми осіб, які ночують в норах, на деревах, на листі кокосових пальм і, ймовірно, в подібній рослинності.

## Загрози та охорона
Імовірно знаходиться під загрозою в частинах ареалу через втрати в результаті рубок та аналогічну діяльність. Поки не відомо, чи вид присутній у котрійсь з охоронних територій.